# Mi pequeña mamá
Mi pequeña mamá es una telenovela colombiana con tintes de comedia producida por la empresa RTI Televisión en 2002  distribuida internacionalmente por la cadena estadounidense Telemundo. Basada en una idea original del escritor venezolano Humberto "Kico" Olivieri. Esta protagonizada por las actrices colombianas Lorna Cepeda y Natalia Ramírez, y la actriz venezolana Bárbara Garófalo.

## Sinopsis
En el siglo XVII, cuatro brujas, quienes fueron quemadas en la hoguera, juraron revivir y volver a encontrarse. En los años 2000, la familia se reencarna nuevamente: la madre se vuelve una niña de 9 años llamada Úrsula, y sus 2 hijas Chantal y Cassandra como mujeres adultas.

## Elenco
- Lorna Cepeda - Cassandra
- Natalia Ramírez - Chantal
- Bárbara Garófalo -  Úrsula
- Rolando Tarajano - Marcelo
- María Cristina Gálvez - Merlina
- Margalida Castro - Gertrudís
- Fabiola Posada - Marcela

## Ficha técnica
- Idea Original y libretos: Humberto "Kiko" Olivieri
- Director de arte: Piedad Arango
- Director de fotografía: Mauricio Cadavid
- Diseñador de ropa: Raúl Sánchez
- Maquillista: Alfredo Salamanca
- Ambientación y utilidades: Patricia Hoyos
- Música original: Miguel de Narváez
- Producción: Andrés Santamaría / Lucero Venegas
- Editor: Alba Merchán Hamann
- Directores de cámara: Cesar Contreras / Orlando Pirela
- Director: Agustín Restrepo
- Producción general: Arnaldo Limansky / Hugo León Ferrer
- Director General: Aurelio Valcárcel Carroll

- Datos: Q24705213